# Comfortably Numb
是一首英国摇滚乐队平克·弗洛伊德的歌曲，在1979年的双碟专辑《迷墙》中被首次发行。它在1980年被作为单曲再次发行，B面曲为。这首歌是该专辑中仅有的三首由罗杰·沃特斯和大衛·吉爾摩共同创作的歌曲。吉尔摩创作了副歌部分的旋律，而沃特斯贡献了歌词和主歌旋律。该曲在创作过程中被暂时命名为（医生）。这首歌的早期版本被收录进《迷墙》浸入套装（Immersion Box Set）中，于2012年发行。
这首歌是平克·弗洛伊德最著名的歌曲之一，尤其因歌曲中段和结尾处的吉他独奏而闻名。2004年，该歌曲在《滚石》杂志的“史上最伟大的500首歌曲”榜单中被列为第321位。2005年，它成为了沃特斯、吉尔摩、曼森和莱特一起演奏的最后一曲。2011年，BBC广播四台的听众把它选为“荒岛唱片”选择的第5位。其中的两段吉他独奏被摇滚星球电台的听众和选为史上最伟大的吉他独奏。

## 历史
专辑《迷墙》中的大部分歌曲是由沃特斯单独创作的，而的大部分旋律是由吉尔摩所作。他在录制自己第一张个人专辑的末尾阶段录制了本歌曲的器乐小样，希望日后能被用到。吉尔摩后来把该小样带到《迷墙》的制作期。吉尔摩最初的小样中虽然没有歌词，但他哼唱了一段类似最终副歌的旋律。而最终版的主歌部分由原先的B小调变为了E小调（在歌曲行进过程中依次为E小调、D大调、C大调、A小调，最后回到E小调结束）。吉尔摩的小样中也不存在最后一句副歌歌词所对应的副歌旋律。尽管本曲的旋律广泛被认为是吉尔摩的作品，沃特斯很可能创作了那句歌词对应的旋律，并作了调号的改动。

## 概念
和专辑《迷墙》中的其他歌曲一样，讲述了专辑主人公平克（Pink）的故事的一个片段。这首歌是关于平克与世界的抗争。歌词是关于一位医生治疗平克（主歌部分，由沃特斯演唱）和平克的想法（副歌部分，由吉尔摩演唱）。

## 参与人员
- 罗杰·沃特斯－主唱（主歌部分）、贝斯
- 大衛·吉爾摩－主唱（副歌部分）、原聲吉他、电吉他[9]、踏板电吉他（英语：Pedal steel guitar）、先知5型合成器（英语：Sequential Circuits Prophet-5）
- 理察德·赖特－架子鼓
- 尼克·曼森－风琴

另：
- 邁克爾·凱曼－管弦乐编曲[9]
- 李·里腾诺（英语：Lee Ritenour）－原聲吉他[9]